# Lophotaenia aurea
Lophotaenia aurea är en flockblommig växtart som beskrevs av August Heinrich Rudolf Grisebach. Lophotaenia aurea ingår i släktet Lophotaenia och familjen flockblommiga växter. Inga underarter finns listade i Catalogue of Life.